# Бор (Локнянский район)
Бор — деревня в Локнянском районе Псковской области России. 
Входит в состав Самолуковской волости.
Расположена в 29 км к югу от райцентра Локня и в 3 км к югу от волостного центра Башово. Севернее протекает река Пузна.

## Население
| 2001 | 2002 | 2010 |
| ---- | ---- | ---- |
| 64   | ↘59  | ↘33  |

Численность населения деревни по оценке на начало 2001 года составляла 64 жителя.